# 15837 Mariovalori
15837 Mariovalori este un asteroid din centura principală de asteroizi.

## Descriere
15837 Mariovalori este un asteroid din centura principală de asteroizi. A fost descoperit pe 25 februarie 1995 la Cima Ekar de Maura Tombelli. Asteroidul prezintă o orbită caracterizată de o semiaxă mare de 3,08 ua, o excentricitate de 0,11 și o înclinație de 1,4° în raport cu ecliptica.